# Storie vere (Mauro Nardi)
Storie vere è un album del cantante italiano Mauro Nardi del 1995 contenente 12 brani in lingua napoletana.

## Tracce
1. Pare tanto ca... – 3:23 (S. Tarallo)
2. Lido mare blu – 4:05 (A. Borrelli - V. D'Agostino - M. Simeoli)
3. Basta – 3:57 (A. Borrelli - M. Simeoli - V. D'Agostino)
4. Si turnasse 'nzieme a te – 3:11 (A. Borrelli - V. D'Agostino - M. Simeoli)
5. Lei – 4:20 (A. Borrelli - M. Simeoli - V. D'Agostino)
6. Nu mese fa' – 3:32 (A. Borrelli - V. D'Agostino - M. Simeoli)
7. Na storia – 3:56 (A. Borrelli - M. Simeoli - V. D'Agostino)
8. Balla balla – 4:11 (A. Borrelli - S. Tarallo - M. Simeoli)
9. Stasera dopo cena – 3:13 (A. Borrelli - M. Simeoli - V. D'Agostino)
10. Si nun te cunuscevo – 3:33 (A. Borrelli - V. D'Agostino - M. Simeoli)
11. Comme fa fridde – 4:18 (A. Borrelli - V. D'Agostino - M. Simeoli)
12. 18 anni – 3:08 (A. Borrelli - M. Simeoli)